# Grau de transcendência
Em álgebra abstrata, o grau de transcendência de uma extensão de corpo L / K é uma certa medida bastante grosseira do "tamanho" da extensão. Especificamente, ele define a maior cardinalidade de um subconjunto algebricamente independente de L sobre K.
É possível mostrar que esta definição faz sentido, ou seja, que existe um conjunto maximal de elementos algebricamente independentes (o que requer o axioma da escolha), e que dois destes conjuntos tem a mesma cardinalidade.
Um subconjunto S de L é uma base de transcendência de L/K se é algebricamente independente em K e se além disso L é uma extensão algébrica do corpo K(S) (o corpo obtido pela junção dos elementos de S a K). Pode-se mostrar que cada extensão de corpo tem uma base de transcendência, e que todas bases de transcendência tem a mesma cardinalidade; esta cardinalidade é igual ao grau de transcendência da extensão e é notada trdegK L ou trdeg(L/K) (trdeg do inglês transcendence degree).
Se nenhum campo K é especificado, o grau de transcendência de um corpo L é seu grau relativo ao corpo primo de mesma característica, i.e., Q se L é de característica 0 e Fp se L é de característica p.
A extensão de corpo L/K é puramente transcendental se existe um subconjunto S de L que é algebricamente independente em K e tal que L = K(S).

## Exemplos
- Uma extensão é algébrica se e somente se seu grau de transcendência é 0; o conjunto vazio serve como uma base de trancendência.
- O corpo de funções racionais em n variáveis K(x1,...,xn) é uma extensão puramente transcendental com grau de transcendência n em K; podemos por exemplo tomar {x1,...,xn} como uma base de transcendência
- Mais genericamente, o grau de transcendência do corpo de funções L de uma variedade algébrica n-dimensional sobre um corpo básico K é n.
- Q(√2, π) tem grau de transcendência 1 em Q porque √2 é algébrico enquanto π é transcendental.
- O grau de transcendência de C ou R em Q é a cardinalidade do continuum. (Isto decorre desde que qualquer elemento tenha somente muitos elementos algébricos contáveis nele em Q, já que Q é ele mesmo contável.)
- O grau de transcendência de Q(π, e) em Q é tanto 1 ou 2; a resposta precisa é desconhecida porque não é conhecido se tanto π e e são algebricamente independentes.

## Analogia com dimensões de espaço vetorial
Existe uma analogia com a teoria de dimensões de espaço vetorial. Os conjuntos algebricamente independentes de partida com conjuntos linearmente independentes; conjuntos S tais que L é algébrico em K(S) com conjunto gerados vetorialmente; bases de trancendência com bases; e grau de transcendência com dimensão. O fato que bases de transcendência sempre existe (como o fato que bases sempre existem em álgebra linear) requer o axioma da escolha. A demonstração que quaisquer duas bases tem a mesma cardinalidade depende, em cada conjunto, de um lema de câmbio de Steinitz.

## Fatos
Se M/L é uma extensão de corpo e L/K é outra extensão de corpo, então o grau de transcendência de M/K é igual a soma dos graus de trancendência de M/L e L/K. Isto é demonstrado por mostrar-se que uma base de transcendência de M/K pode ser obtida por tomar-se a união de uma base de transcendência de M/L e uma de L/K.

## Aplicações
Bases de transcendência são uma ferramenta útil para demonstrar vários declarações de existência sobre homomorfismos de corpo. Um exemplo: Dado um corpo algebricamente fechado L, um subcorpo K e um automorfismo de corpo f de K, ali existe um automorfismo de corpo de L o qual estende f (i.e. cuja restrição a K é f). Para a demonstração, inicia-se com uma base de transcendência S de L/K. Os elementos de K(S) são só quocientes de polinômios em elementos de S com coeficientes em K; portanto o automorfismo f pode ser estendido a um de K(S) remetendo cada elemento de S a ele mesmo. O corpo L é o fecho algébrico de K(S) e fechos algébricos são únicos até o isomorfismo; isto significa que o automorfismo pode ser adicionalmente estendido de K(S) a L.
Como outra aplicação, mostramos que existem (muitos) subcorpos próprios do corpo dos números complexos C os quais são (como corpos) isomórficos a C. Para a demonstração, toma-se uma base de transcendência S de C/Q. S é um conjunto infinito (quando incontável), então ali existem (muitas) funções f: S → S as quais são injectivas mas não sobrejetivas. Quaisquer destas funções podem ser estendidas a um homomorfismo de corpo Q(S) → Q(S) o qual não é sobrejetivo. Tal homomorfismo de corpo pode por sua vez ser estendido a um fecho algébrico C, e os homomorfismos de corpos resultantes C → C não serem sobrejetivos.
O grau de transcendência pode dar um entendimento intuitivo do tamanho de um corpo. Por exemplo, um teorema devido a Carl Ludwig Siegel estabelece que se X é uma variedade compacta, conectada e complexa de dimensão n e K(X) denota o corpo de funções meromorfas (globalmente definidas) sobre ele, então trdegC(K(X)) ≤ n.